# Віялохвістка строката
Віялохвістка строката (Rhipidura javanica) — вид горобцеподібних птахів родини віялохвісткових (Rhipiduridae).

## Поширення
Вид поширений в Південно-Східній Азії. Трапляється на півдні М'янми та Таїланду, на схід до Камбоджі, Лаосу та південному В'єтнаму, на південь до Малайського півострова, архіпелагу Ріау, Суматри (включаючи Банку та Белітунг), Борнео (включаючи північні острови та групу Маратуа), Яви, Балі та Ломбока. Природним середовищем існування є субтропічні або тропічні вологі низинні ліси.